# Philetus
Philetus is een geslacht van insecten uit de familie van de dansvliegen (Empididae), die tot de orde tweevleugeligen (Diptera) behoort.

## Soorten
- P. memorandus Melander, 1928
- P. schizophorus Melander, 1928